# Jan Langer
Jan Langer (* 19. Februar 1978 in Eisenhüttenstadt) ist ein deutscher Hörspielsprecher und Synchronschauspieler.

## Werdegang
Jan Langer ist seit 2015 als professioneller Sprecher für die verschiedensten Bereiche tätig. Er hatte Stimm- und Sprechtraining unter der Leitung von Fabian Harloff. Im November 2016 stand er für seine erste Synchron-Hauptrolle in der britischen Science-Fiction-Fernsehserie Class, einem Ableger der seit 1963 ausgestrahlten britischen Fernsehserie Doctor Who, vor dem Mikrofon.
Von März 2021 bis August 2022 las Jan Langer den männlichen Protagonisten Jaydee in der 40 Bände umfassenden Urban-Fantasy Hörbuch-Reihe Die Chroniken der Seelenwächter aus der Feder von Autorin Nicole Böhm, die von Lausch Medien in Hamburg produziert wurde.
Zudem ist er in diversen Hörspielen, Voiceover-Produktionen sowie Werbespots zu hören, unter anderem für Spielzeug der beliebten Kinderserie Feuerwehrmann Sam. Des Weiteren leiht er Unternehmen wie der Allianz SE, Norma (Supermarkt) und Lidl seine Stimme.
Seine Tochter Melissa sammelt seit 2021 Erfahrungen als Synchronsprecherin und sprach 2022 im isländischen Kinofilm Birta rettet das Weihnachtsfest ihre erste Hauptrolle als Kata, gespielt von Margrét Júlía Reynisdóttir.

## Synchronrollen (Auswahl)

### Filme
- 2017: David Haydn-Jones in Mein Weihnachtstraum als Kurt Stone
- 2018: Tooru Oookawa in No Game No Life Zero als Ivan Zell
- 2018: Gen Hoshino in Night is Short, Walk on Girl als Senpai
- 2018: William Peter Moseley in Die kleine Meerjungfrau (The Little Mermaid) als Cam Harrison
- 2018: Vyacheslav Manucharov in Das Land der guten Kinder als Botschafter (mit Gesang)
- 2019: Logan Huffman in Bomb City als Ricky
- 2019: Luke Benward in Measure of a Man als Pete Marino
- 2019: Alexandre Landry in Der unverhoffte Charme des Geldes als Pierre-Paul Daoust
- 2020: Matthias Van Khache in Zwei auf der Flucht als Sanchez
- 2020: Christopher Gorham in Ein Autor zum Verlieben (We Love You, Sally Carmichael!) als Simon Hayes
- 2021: David Dastmalchian in Teacher als James Lewis
- 2021: Paul Witten in Kings of Hollywood als Danny
- 2021: Kevin Quinn in Send it! als Billy Johnson
- 2022: Jun'ichi Suwabe in Hanasaku Iroha: Home Sweet Home als Tarou Jiroumaru
- 2022: Julien Arruti in Superheld wider Willen als Seb
- 2022: Sylvain Le Gall in Horizont als Arthur Salvio
- 2022: Yuki Yamada in One Piece Film: Red als Eboshi
- 2022: Árni Páll Árnason in Birta rettet das Weihnachtsfest als Handball-Trainer

### Serien
- 2016–2019: Jeremy Schuetze in The Man in the High Castle als Major Klaus Hein
- 2017: Fady Elsayed in Class als Ram Singh
- 2017–2018: Ravi Dubey in Jamai Raja – Eine Chance für die Liebe als Siddharth Khurana
- 2017–2020: Omar Scroggins in Power als Spanky
- 2018: Chad Rook in Once Upon a Time – Es war einmal … als Captain Ahab
- 2018–2022: Kouji Yusa in Mob Psycho 100 als Shinji Kamuro
- 2019–2020: Wilmer Calderon in Bosch als Detective Daniel Arias
- 2020–2021: Omid Abtahi in Fast & Furious Spy Racers als Sandocal
- 2021: Yoshihisa Kawahara in One Piece als Charlotte Opera
- 2021: Jeremy Schuetze in The Good Doctor als Benny Davis
- seit 2021: Christian Banas & Zach Aguilar in Rainbow High als Aiden Russell & River Kendall
- 2021–2022: Jun'ichi Suwabe in Hanasaku Iroha als Tarou Jiroumaru
- 2022–2023: Robin Laing in Outlander als Donald MacDonald
- 2022: Masanori Machida in One Piece als Jibuemon
- 2022: Tatsuhisa Suzuki in Special 7: Special Crime Investigation Unit als Kujaku "Analyzer" Nijou
- 2022: Yuuki Sakakihara in Lycoris Recoil als Robota
- 2022: Torkil Tórgarð in Trom – Tödliche Klippen als Bergur
- 2022: Akia Suyama in Dragon Quest: The Adventure of Dai als Zamza
- 2022: Tom Weston-Jones in Detective Grace als Michael Neward
- 2022: Yoshihisa Kawahara in The Knight in the Area als Toru Asuka
- 2022: Tyler Joseph in Hollywood – Aufstieg der Titanen (Doku-Serie) als Sam Warner

## Voice-over (Auswahl)
- 2020: Die Welt vor deinen Füssen (Dokumentarfilm) als Off-Stimme von Matt Green
- 2022: Die Wildnis ruft – Survival-Challenge auf vier Pfoten / Staffel 2, Folge 1 (Doku-Serie) als Off-Stimme von Keali’i Kaapana
- 2022: Explorer: Die tiefste Höhle / Folge 6 (Doku-Serie) als Offstimme von Sean Lewis
- 2022: Extremsport: An den Grenzen des Möglichen mit Jimmy Chin / Staffel 1, Folge 5 (Doku-Serie) als Off-Stimme von Travis Rice
- 2022: Spektakuläre Ausbrüche / Staffel 1, Folge 3 (Doku-Serie) als Off-Stimme & Synchro von Wallace Turnage
- 2022: Mija (Dokumentarfilm) als Off-Stimme von Jose Muñoz
- 2022: Philly Undercover / Staffel 1, Folge 1 bis 6 (Doku-Serie) als Off-Stimme von Rich Loos
- 2023: Alaska – Eisige Freiheit / Staffel 5, Folge 2 bis 9 (Doku-Serie) als Off-Stimme von RJ Miller
- 2023: The Scars of Ali Boulala (Dokumentarfilm) als Off-Stimme von Ewan Bowman
- 2023: Hai frisst Hai (Dokumentarfilm) als Off-Stimme von Dr. Neil Hammershlag

## Videospiele (Auswahl)
- 2018–2019: World of Warcraft als Zehkan (Game & Trailer)[8]
- 2020: Final Fantasy VII Remake als Leslie Kyle

## Hörspiele (Auswahl)
- 2018: Holy Klassiker 32 – Robinson Crusoe als Daniel – Regie: Dirk Jürgensen (Holysoft Studios)[9]
- 2020: Karl May – Folge 3 "Old Firehand" als Tante Droll – Regie: Dirk Jürgensen (Holysoft Studios)[10]
- 2020: Karl May – Folge 4 "Die Utahs" als Tante Droll – Regie: Dirk Jürgensen (Holysoft Studios)[11]
- 2020: Karl May – Folge 5 "Der Plan des Ölprinzen" als Tante Droll – Regie: Dirk Jürgensen (Holysoft Studios)[12]
- 2020: Trullas Geister – Teil 2 "Der goldene Gustav" als Gustav – Regie: Carsten Hermann (Hermann Media Audiobooks)[13]
- 2021: Karl May – Folge 11 "Der schwarze Mustang" als Tante Droll – Regie: Dirk Jürgensen (Holysoft Studios)[14]
- 2021: Der kleine Major Tom – Folge 12 "Plutinchen in Gefahr" als Yuki – Regie: Petra Nacke (Tessloff Verlag)[15]
- seit 2021: Die Fussballbande – Folge 1, 4, 6, 8 & 16 als Mehmet – Regie: Aikaterini Maria Schlösser (Holysoft Studios)[16]
- 2021: Trullas Geister – Teil 3 "Der verkaufte Sohn" als Gustav – Regie: Carsten Hermann (Hermann Media Audiobooks)[17]
- 2022: Fünf Freunde und das unheimliche Dorf im See / Folge 147 als Marvin – Regie: Heikedine Körting (EUROPA)[18]
- 2022: Die drei ??? – Im Netz der Lügen / Folge 218 als Owens – Regie: Heikedine Körting (EUROPA)[19]
- 2022: Die drei ??? Adventskalender – Eine schreckliche Bescherung als Larry – Regie: Heikedine Körting (EUROPA)[20]
- 2022: Hui Buh neue Welt: Die blauen Büffel / Folge 36 als Meusewin – Regie: Simon Bertling (EUROPA)[21]
- 2022: Fünf Freunde und der Verrat auf dem Hausboot / Folge 150 als Billy Braxton – Regie: Heikedine Körting (EUROPA)[22]
- 2022: TKKG: Tanz mit der Giftschlange / Folge 225 als Julius Hösselbarth – Regie: Heikedine Körting (EUROPA)[23]
- 2023: Fünf Freunde und das Geheimnis der Kelly Brüder / Folge 152 als Constable – Regie: Heikedine Körting (EUROPA)[24]
- 2023: Gruselserie: Subway 666 – Endstation Hölle / Folge 10 als William Baker – Regie: Heikedine Körting (EUROPA)[25]
- 2023: Trullas Geister – Teil 4 "Feuer in der Puddingstraße" als Gustav – Regie: Carsten Hermann (Hermann Media Audiobooks)[26]

## Hörbücher (Auswahl)
- 2021–2022: Die Chroniken der Seelenwächter von Autorin Nicole Böhm als Erzählerstimme von Jaydee, Lausch Medien Hamburg (zusammen mit Pia-Rhona Saxe, Cornelia Prescher & Tim Gössler)[27]
- seit 2023: Das schwarze Element von Autorin Nicole Böhm als Erzählerstimme von Matthew, Lausch Medien Hamburg (zusammen mit Pia-Rhona Saxe & Richard Lingscheidt)[28]